# Cyryl VI Tanas
Cyryl VI Tanas (ur. 1680 w Damaszku, zm. 8 lipca 1759) – syryjski duchowny katolicki, 1. patriarcha Antiochii. 

## Życiorys
24 sierpnia 1724 roku został melchickim Patriarchą Antiochii. W październiku 1724 został również biskupem Damaszku. Zmarł 8 lipca 1759 roku.